# Mariangela Fissore
Mariangela Fissore (ur. 22 stycznia 1943 w Tolmezzo) – włoska florecistka, brązowa medalistka mistrzostw świata.
Podczas mistrzostw świata w Paryżu w 1965 roku Włoszki składzie: Bruna Colombetti, Mariangela Fissore, Giulia Lorenzoni, Giovanna Masciotta i Antonella Ragno zdobyły brązowy medal we florecie drużynowym. Był to jedyny medal Fissore wywalczony w zawodach tego cyklu.
Nigdy nie wzięła udziału w igrzyskach olimpijskich.